# Andri Mokhnyk
Andri Mokhnyk (en ukrainien : Андрій Мохник), né le 15 juin 1972 à Lypovets, (oblast de Vinnytsia, république socialiste soviétique d'Ukraine) est un homme politique ukrainien du parti d'extrême droite Svoboda, initialement appelé « Parti social-nationaliste d'Ukraine » (SNPU).
Il est ministre de l'Écologie et des Ressources naturelles du premier gouvernement Iatseniouk du 27 février 2014 au 2 décembre 2014.